# Bāqlā Kesh
Bāqlā Kesh (persiska: باقلا کش, Bāqālākesh) är en ort i Iran.   Den ligger i provinsen Gilan, i den nordvästra delen av landet, 250 km nordväst om huvudstaden Teheran. Antalet invånare är 257.
Terrängen runt Bāqlā Kesh är mycket platt, och sluttar norrut. Runt Bāqlā Kesh är det tätbefolkat, med 659 invånare per kvadratkilometer. Närmaste större samhälle är Rasht, 12,9 km sydost om Bāqlā Kesh. Trakten runt Bāqlā Kesh består i huvudsak av gräsmarker.